# Norra och Södra Rotören
Norra och Södra Rotören är två sammanväxta öar i Finland. De ligger i Norra kvarken och i kommunen Vörå i den ekonomiska regionen  Vasa i landskapet Österbotten, i den västra delen av landet. Ön ligger omkring 37 kilometer norr om Vasa och omkring 400 kilometer norr om Helsingfors.
Öns area är 23,9 hektar och dess största längd är 0,9 kilometer i sydöst-nordvästlig riktning.
Inlandsklimat råder i trakten. Årsmedeltemperaturen i trakten är 3 °C. Den varmaste månaden är augusti, då medeltemperaturen är 15 °C, och den kallaste är januari, med −9 °C.